# 让-巴蒂斯特·约瑟夫·德朗布尔
让-巴蒂斯特·约瑟夫·德朗布尔（法語：Jean-Baptiste Joseph Delambre，1749年9月19日—1822年8月19日）是一位法国数学家暨天文学家。他还是巴黎天文台台长，创作了著名的从古代至十八世纪天文学史著作。

## 生平
1749年9月19日，德朗布尔出生于索姆省亚眠，在童年经历一场高烧后，双目对阳光极为过敏，曾一度相信自己很快就会失明，由于害怕失去阅读能力，他如饥似渴地阅读各种书籍，训练自己的记忆力。长年沉浸于希腊和拉丁文著作中，练就了博闻强识、过目不忘和流利地讲一口意大利语、英语和德语能力，甚至还发表过一篇《轻松学习英语的规则和方法》（Règles et méthodes faciles pour apprendre la langue anglaise）的文章。
德朗布尔在天文研究领域很快取得了成功，1788年被入选为瑞典皇家科学院外籍院士。1790年，为了确立一种能被广泛接受的度量定义标准，国民制宪议会要求法国科学院引进一新的测量单位。学者们决定使用米制，长度定义为从北极到赤道距离的千万分之一，并准备组织考察队测量敦刻尔克到巴塞罗那之间的子午线长度。该段子午线也穿过了巴黎，是连接北极点与赤道间经线的主要四分之一段部分。1791年4月，科学院米制委员会将这项任务交给了让-多尼米克·德·卡西尼、阿德里安-马里·勒让德和皮埃尔·梅尚。卡西尼被任命率领北方考察队，但作为一名保皇派，当得知路易十六出逃被捕后，他拒绝为革命政府服务。1792年2月15日，德朗布尔全票当选当法国科学院院士，并在1792年5月顶替卡西尼负责北方考察队在法国南部测量敦刻尔克到罗德兹的经线长度，而皮埃尔·梅尚则带领南方考察队测量从巴塞罗那到罗德兹的经线长度。该次测量工作于1798年完成，采集到的数据在次年巴黎召开的国际学者会议上予以了公布。
1801年，执政府拿破仑·波拿巴担任了法国科学院院长，并任命德朗布尔为他的终身常任秘书长。
1804年梅尚去世后，他被任命为巴黎天文台台长，同时，也兼任法兰西公学院天文学教授。同年，他与波马特的伊丽莎白-阿格拉·勒布朗（Elisabeth-Aglaée Leblanc de Pommard）结婚，一位已同居多年的寡妇，她的儿子阿希尔·凯撒·查尔斯·德·波马特（Achille-César-Charles de Pommard，1781年-1807年）曾在德朗布尔数次天文和大地勘测中协助过他。
德朗布尔是首批通过解析公式推导出天文方程式的天文学家之一，是德朗布尔相似式以及《天文史》（Histoire de l'astronomie）著作的作者；也是一位圣迈克尔勋章（Order of Saint Michael）和法国荣誉军团勋章骑士，他的名字是埃菲尔铁塔上所刻的72人列表之一。1822年被入选为美国文理科学院外籍名誉院士。
1822年8月19日德朗布尔去世后，被安葬在巴黎贝尔·拉雪兹神父公墓。月球上的德朗布尔环形山就是以他的名字命名的。
德朗布尔是一位无神论者。

## 著作
- 《确定子午线弧的分析方法》（页面存档备份，存于） （克拉珀莱，巴黎，1799年）
- 《梅尚先生的历史记录》（鲍德温，巴黎，1806年1月：1805年6月24日学院秘书德朗布尔对皮埃尔·梅尚所致的悼词）
- Base du système métrique décimal, ou Mesure de l'arc du méridien – compris entre les parallèles de Dunkerque et Barcelone, exécutée en 1792 et années suivantes, par MM. Méchain et Delambre.（页面存档备份，存于） （editor; Baudouin, Imprimeur de l'Institut National; Paris; 3. vol.; January 1806, 1807, 1810; this includes both his own and Méchain's data gathered during the meridian survey 1792–1799 and calculations derived thereof）
- 《1799年以来数学科学发展史报告》（帝国印刷社, 巴黎, 1810年）
- 天文学史，共四部六卷:
  - 《古代天文史》, 巴黎: Mme Ve 库尔西耶, 1817年.  2 卷;OCLC 490232972.
纽约和伦敦重版: 约翰逊印刷公司, 1965年 （《科学之源》, #23）,含奥托·纽格包尔的一篇新序言.  OCLC 648488.
在线版: 第1卷, （页面存档备份，存于）, , ; 第2卷, （页面存档备份，存于）, .
  - 《中世纪天文学史》, 巴黎: Mme Ve 库尔西耶, 1819年.OCLC 490233042.
纽约和伦敦重版: 约翰逊印刷公司, 1965年（《科学之源》, #24.）  OCLC 647834.
2006年也被巴黎雅克·加瓦伊杂志转载. OCLC 494627038.
在线版: （页面存档备份，存于）.
  - 《现代天文史》, 巴黎: Mme Ve库尔西耶, 1821年OCLC 490233154.
纽约和伦敦重版: 约翰逊印刷公司, 1969 年（《科学之源》, #25）, 含 I.伯纳德·科恩 的新引言和目录. OCLC 647838.
2006年也被巴黎雅克·加瓦伊杂志转载. OCLC 493779358.
它将历史带到了17世纪.
在线文本: ; 第1卷, , （页面存档备份，存于）, （页面存档备份，存于）; 第2卷, （页面存档备份，存于）.
  - 《十八世纪天文学史》, 克劳德-路易斯·马蒂厄编辑, 巴黎: 巴舍利耶, 1827年.  OCLC 490233264
2004年巴黎雅克·加瓦伊杂志重印.  OCLC 470502171.
包括了十八世纪天文学史, 特别是被他隐瞒，只到他去世后才发表的科学院同事的评论文章.
在线版: （页面存档备份，存于）.
- Grandeur et figure de la terre, ouvrage augmenté de notes, de cartes （1912）（edited by Guillaume Bigourdan, Gauthiers-Villars, Paris, 1912; this is about the size and the shape of the Earth）